# الرجل يحب مرتين (فلم)
الرجل يحب مرتين فيلم درامي مصري من تأليف هالة الحفناوي وسيناريو وحوار محمد عثمان، وإخراج عاطف سالم. عُرض عام 1987.

## قصة الفيلم
شريف كامل محمود عبد العزيز صحفى وكاتب مسرحى وسنيمائى متزوج من أمانى دلال عبدالعزيز وله ابن صغير. يكتب في جريدته مقالات جريئة تحارب الفساد السياسى وتحض على المظاهرات مما أدى إلى اعتقاله لمدة اربع سنوات مات فيهم إبنه الصغيرغرقا، فخرج من المعتقل ناقماً على زوجته التي أدى إهمالها لموت إبنه الصغير، وتحطمت معنوياته في السجن، وخرج ناقماً على الحياة واتسمت تصرفاته بالعصبية الشديدة، حتى انه كان قاسيا مع زميلته الصحفية المبتدأة ماجده شهيره رغم انها كانت من أشد المعجبين به وكانت ترسل له خطابات رقيقة أثناء وجوده في المعتقل تحمل الأحرف الأولى من اسمها ولم يكن يدرى انها هي مرسلة الخطابات، ولكن صديقه احمد وحيدسيف اخبره لأنهاإبنة خالة زوجته ليلى هالة صدقيوإعتذر لها وصادقها.وعندما شاهدتها زوجته أمانى معه، تشاجرت معها ومعه وذهبت لمنزل والدها.
شعر شريف بعاطفة نحو ماجده، فتزوجها سراً، وذهب إلى حماته [}مريم فخرالدين][ ليخبرها بأنه تزوج من ابنتها، فإعترضت بشدة وطردتهم من منزلها. أقام شريف في شقة مفروشة، حاولت أمانى ان تعيد العلاقات مع زوجها شريف مرة أخرى، ولكنه لم يتحمس، فعادت لمنزل الزوجيه وحاول شريف ان يوفق بين الزوجتين. علمت أمانى بزواج شريف من ماجده، فطلبت الطلاق فاستجاب لها، ودفع مؤخرالصدق. بدأ شريف يشعر بالملل من ماجده التي تعيق تفرغه للكتابه للجريده والجرائد الأخرى التي يراسلها وانشغاله بكتابة مسرحياته.تقرب شريف إلى سميره شوقى ليلى علوى بطلة مسرحياته وأعجب بها، وأهدته مفتاح شاليه تملكه في منطقة ريفية هادئة لكى يتمكن من الكتابة في هدوء، وهيأت له كل سبل الراحة خصوصاوانهالاتذهب كثيراً للشالية، تمكن شريف من إنهاء إحدى مسرحياته في الشاليه الذي كانت تتردد عليه سميره لتشجيعه، وشعر بعاطفة جياشه نحوها. وصل خبر إلى ماجده ان شريف زوجها سوف يتزوج من سميره شوقى، فذهبت إليها وتشاجرت معها، وأثناء خروجها اصطدم بها شخص سمعت سميره تقول له يوسف. ذهب شريف إلى سميره وفتح باب الشقة بمفتاح معه فوجدها مقتوله وتم القبض عليه واتهامه بقتلها، ولكن ماجده تقدمت إلى النيابة وأدلت بأقوالها وذكرت لهم اسم يوسف، وبالبحث عنه اكتشوا انه خطيبها السابق، فقبض عليه واعترف بالقتل، وتم الإفراج عن شريف، ولكن ماجده رفضت العودة إليه مرة أخرى، فسارع وراءها يرجوها العودة.

## طاقم العمل

### ابطال الفيلم
| - محمود عبدالعزيز - شهيرة - ليلى علوي - دلال عبدالعزيز - هالة صدقي | - وحيد سيف - مريم فخر الدين - حسن السبكي - عادل برهام - محمد صفوت - سامي كامل | - محمود رشاد - أحمد أبوعبية - علية علي - سامي عطايا - عبدالله محمود - زشوان مصطفى - سيد علام - أحمد العضل |

| - ستديو مصر (الطبع والتحميض) - سعد عبدالرحمن (رئيس قطاع المعامل) - ستديو الأهرام (المناظر الداخلية) - ماجد موسى (مدير المعامل ومصحح الألوان) - محمد الطباخ (مونتير) - حنان الشربيني (مركب الفيلم) - ليلى فهمي (نيجاتيف) | - عاطف سالم (المخرج) - نبوي عجلان (مخرج مساعد) - منى جمال الدين (سكريبت) - عبدالمنعم بهنسي (مدير التصوير) - عاطف مكرم (م. مصور) - كمال عبدالله (مهندس الصوت) - مجدي كامل (مكساج ومؤثرات) | - أفلام فؤاد جمجوم (التوزيع الخارجي) - أفلام بدبع صبحي (التوزيع الداخلي) - حسين تيسير (منتح) - يوسف عبيد (مدير الإنتاج) - هالة الحفناوي (المؤلف) - محمد عثمان (سيناريو وحوار) | - حمدي رأفت (ماكيير) - نادية صديق (كوافير) - الموجي الصغير (الموسيقى التصويرية) - يحيى الموجي (التوزيع الموسيقي) - علي أيوب (ريجيسير) | - حنان موسى (المقدمة والتترات) - عبدالعزيز عبد الناصر - سيد الهواري (مدير استوديو الأهرام) |

## وصلات خارجية
- مقالات تستعمل روابط فنية بلا صلة مع ويكي بيانات